# Trichonius
Trichonius is een kevergeslacht uit de familie van de boktorren (Cerambycidae). De wetenschappelijke naam van het geslacht werd voor het eerst geldig gepubliceerd in 1864 door Bates.

## Soorten
Trichonius omvat de volgende soorten:
- Trichonius affinis Monné M. L. & Mermudes, 2008
- Trichonius atlanticus Monné M. L. & Mermudes, 2008
- Trichonius bellus Monné M. L. & Mermudes, 2008
- Trichonius fasciatus Bates, 1864
- Trichonius griseus Monné M. L. & Mermudes, 2008
- Trichonius inusitatus Monné M. L. & Monné M. A., 2012
- Trichonius minimus Monné M. L. & Mermudes, 2008
- Trichonius picticollis Bates, 1864
- Trichonius quadrivittatus Bates, 1864